# オッチャホイ

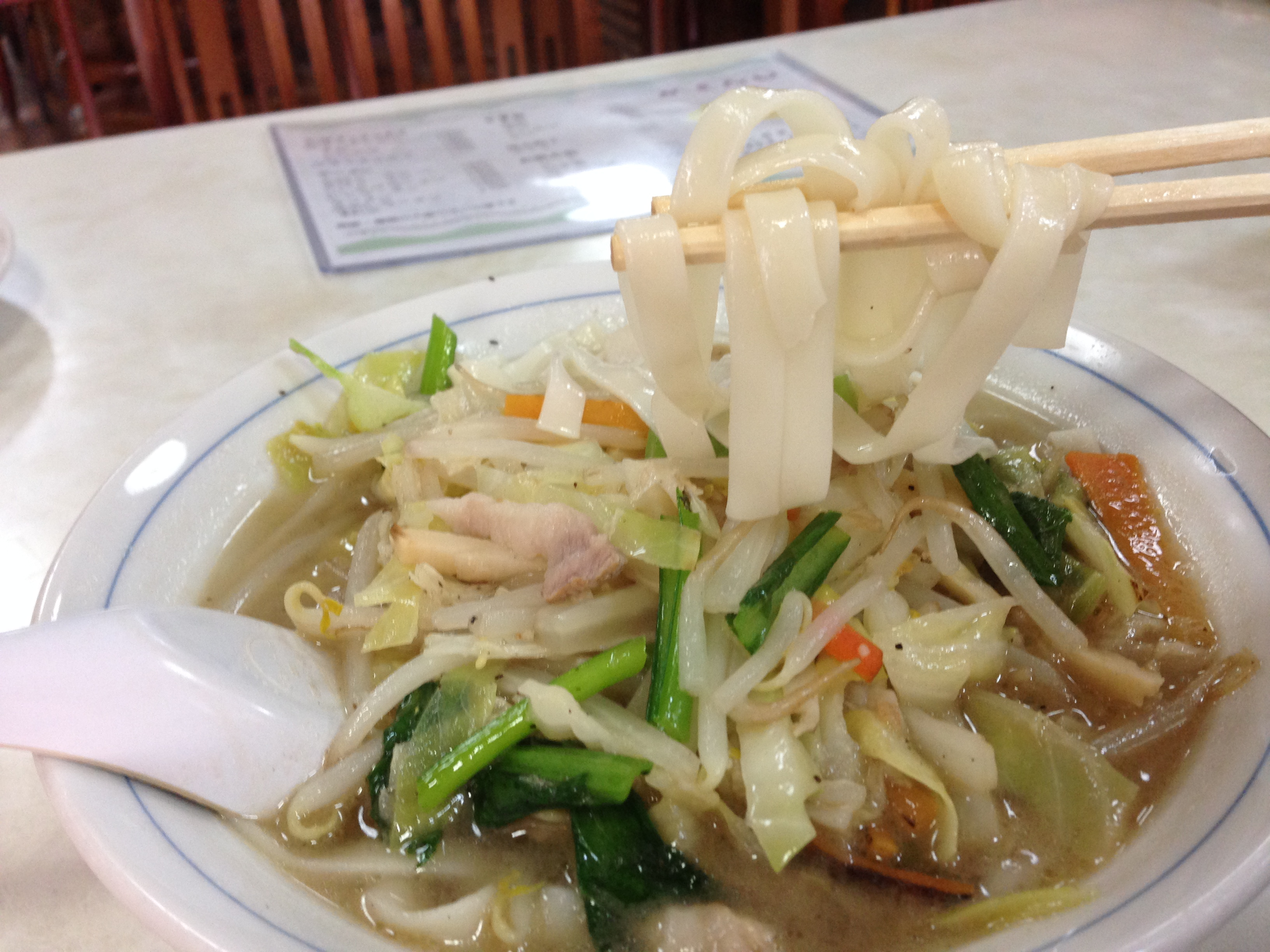
汁オッチャホイ

オッチャホイとはきしめんのような平麺をもやし、卵、小松菜、キャベツと一緒に料理した、新潟県新発田市の東南アジア風郷土料理（エスニック料理）である。油で炒めてからニンニクと唐辛子を加えた「皿オッチャホイ」と、唐辛子を使わず鶏や豚のうまみの効いたスープに入った「汁オッチャホイ」がある。

## 概要

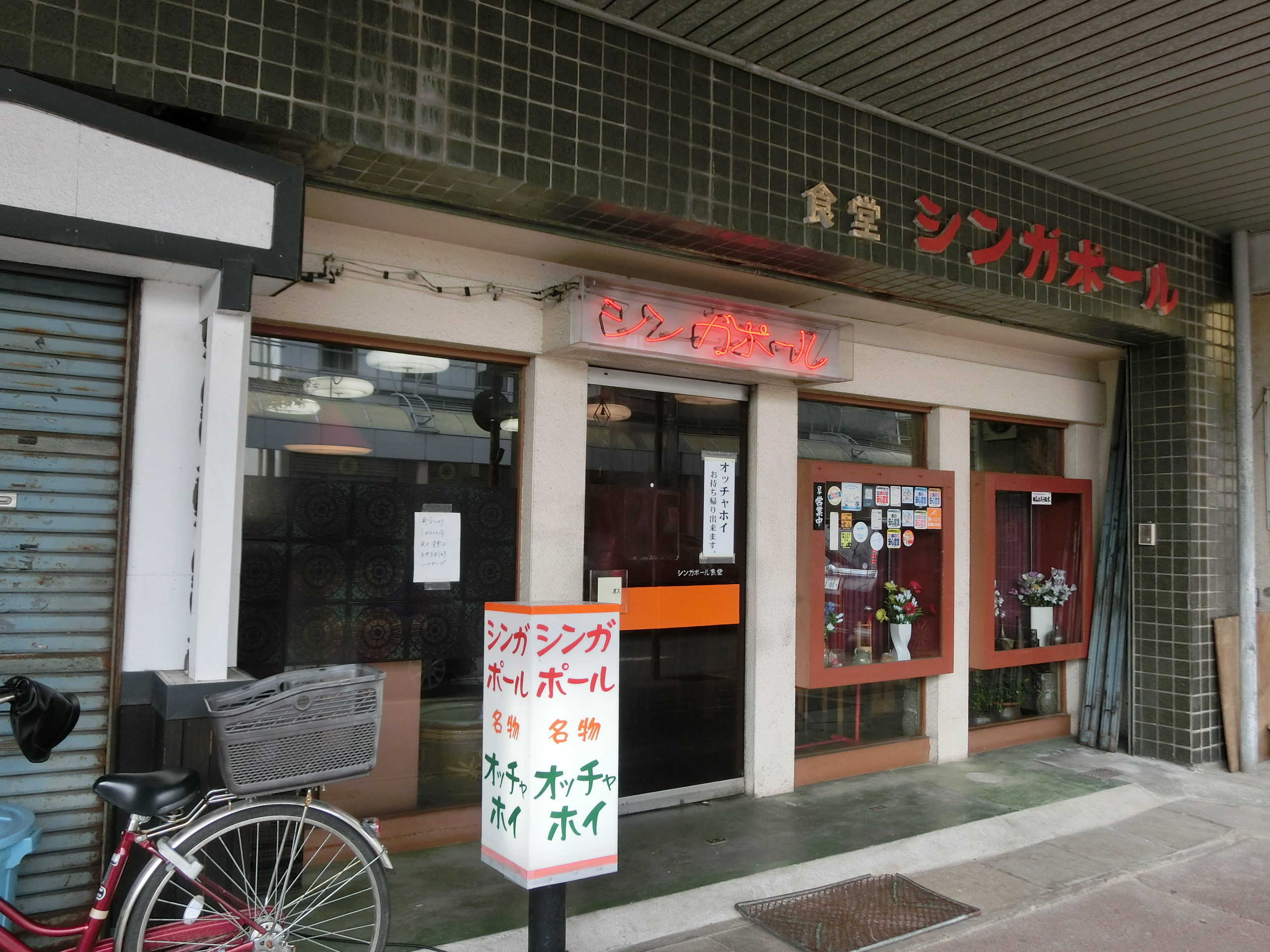
シンガポール食堂

シンガポールで日本人向けホテルを経営していた創業者の父親の発案により誕生した料理である。創業者もシンガポールで生まれ、幼少期をシンガポールで過ごし、戦後、1946年（昭和21年）に新発田で食堂を起業した。そこで、父親がシンガポールの思い出の味であり大好物だった「オッチャホイ」をメニューに加えることを提案し、創業者が父親の記憶を頼りに研究し、シンガポールの屋台料理の味を再現したとされている。昭和40年代半ば（1970年頃）にはテレビCMも流された。現在は「皿オッチャホイ」と「汁オッチャホイ」があるが、最初は「汁オッチャホイ」は無かった。

## 「オッチャホイ」という名前について
第二次世界大戦以前にシンガポールに住んでいた複数の日本人の言及により、かつてシンガポールに「オチャホイ」という料理があったらしいことは分かっている。
ニッポン放送やフジテレビで報道に携わりスタジオアルタ専務も務めた西岡香織の著作の中には、かつてシンガポールに在住していた日本人の回想として「オチャホイ」が登場している。シンガポール日本人会が発行した書籍『戦前シンガポールの日本人社会』でも「オチャホイ」への言及があり、平たいミーのあんかけ麺と表現されている:219。また、グレイビーソースがかかったものがあったという言及もある:217。
金子光晴の自伝的旅行記である著作『西ひがし』のなかでは「オチャホイは、支那人の呼びうりの声で、平打うどんを、麻油（ごまあぶら）と唐辛子で炒めたもので、舌のちぎれるほどの辛さが、暑気払いに快かった。」と書かれている:163-164。また、「唐辛子といっしょにカレーも、胡椒も大量にいれてあるらしかった。」とも書かれている:167-168。
1977年（昭和52年）に初版が刊行された谷恒生の冒険小説『マラッカ海峡』にもオチャホイが登場する。シンガポールにおいて主人公のルポライターである相崎哲が中国人ボーイにメニューにないオチャホイを注文し、同行する大学生の速水麻紀がオチャホイが何か聞く場面がある。相崎は「労働者が常食にしている食べ物さ。スナックの焼きうどんと思えば当たらずとも遠からずだ」と答えており、”ひもかわのようなものを胡麻油と唐辛子で炒め、カレー粉をまぶしてある。”と表現されている。麻紀はオチャホイを一口食べるが、下唇がピリピリ痙攣するほど辛く、額に汗をにじませながらはあはあと息を吐いている。
「オッチャホイ」はシンガポールの庶民的な料理であるとして広まっているが、シンガポールでも隣国のマレーシアでも、現在は「オッチャホイ」という料理は存在せず、「オッチャホイ」という名前がどこから生まれてきたのかは不明になっている。シンガポール食堂の創業者は父が名付けたと聞いてはいたが由来を知らず、名前の由来を聞かれるたびに「オレだって分からね」と答えていた。
現代のシンガポールや周辺の国々で一般的に食べられているクイティアウを使った華僑料理「クイティオ」に見た目や味が似ていることから、元になった料理はクイティオではないかと考えられている。
名称については、シンガポールの目抜き通り「オーチャード通り」について、現地の人は「オッチャンド」と呼んでいることから、ここに語源があるのではと指摘する人がいる。また、作家の南條竹則は、中華人民共和国・河南省の開封の屋台で「燴麺」（ホイミェン、簡体字：烩面）という麺を食べたことがあり、これを炒めたものを「炒燴麺」（チャオホイミェン）ということから、「炒燴」（チャオホイ）が語源ではないかと指摘している。また、河粉を使った広東料理の「乾炒河」（ゴンチャウホウ、簡体字：干炒河）を聞き間違えて「オッチャホイ」となったのではないかという説もある。

## 著名人の反応
- さくまあきらは2004年5月25日にシンガポール食堂を訪れ、「いいでしょ？　『オッチャホイ！』というネーミング。」[19]と、名前を気に入ったことをブログに記述し、また、「食品物件・オッチャホイ屋。間違いなく『桃太郎電鉄』の地方編に、登場させたい。」[19]と述べていた。実際に桃太郎電鉄CHUBUでは新発田駅の物件としてオッチャホイ屋が登場している。
- CRAZY KEN BANDの小野瀬雅生は、2012年4月26日に「どうやら皿オッチャホイと汁オッチャホイがあるらしい。皿。汁。オッチャホイオッチャホイ。」「気に入ったのだ。オッチャホイだぜ。」「汁もイイぞー。オッチャホイ！」[7]とブログで記述している。
- 2015年11月に公開された4コマ漫画『サークルクラッシュ!』の56話では、作中に登場する架空のアニメの聖地巡礼という設定で新潟が舞台になり、オッチャホイが登場する[20][21]。
- サニーデイ・サービスの田中貴は、2017年5月30日に店に入る様子をツイッターに投稿している[22]。また、2021年12月に出版した自著でネーミングの素晴らしさを指摘し、「オッチャホイ祭りが開催され、新発田市民がオッチャホイ音頭を踊る日も近いと感じている。」と述べている[8]。
- 佐野史郎は、2017年6月11日の朝日新聞新潟版の記事によれば、知人の誘いで訪れ味のとりこになったと述べ、名前の由来について「語源は意外と『おっちゃん、ホイ！』だったりして」と述べている[2]。
- ミュージカル『刀剣乱舞』の一環で行われた『にっかり青江 単騎出陣』において、2021年5月に新発田市民文化会館で行われた公演では、荒木宏文が演じるにっかり青江によるご当地セリフの中でオッチャホイが紹介された[23]。
- 文化放送のラジオ番組『洲崎西』の第465回（2022年6月21日）の放送でオッチャホイの話題が登場した[24]。
- シンガポール在住の日本人YouTuberであるジブおじさんが2023年3月6日に公開した動画では、シンガポール食堂を訪れる様子を英語で紹介している。その中で、「シンガポールでは幅広いきしめんみたいな麺のことをオッチャホイと呼ぶらしいです」という口コミに対して「いや、呼ばねーよ。」と否定している[17]。
- バーチャルYouTuberの越後屋ときなは2023年6月7日に公開したショート動画でオッチャホイを取り上げている[25]。
- 2024年5月24日公開のアニメーション映画『ウマ娘 プリティーダービー 新時代の扉』では、主要キャラクターの1人であるダンツフレームが主人公であるジャングルポケットに話しかけるシーンでオッチャホイの話題が登場する[26]。